# Unvanquished
Unvanquished ist ein freies Computerspiel, das unter der GNU General Public License lizenziert ist. Seit 2012 befindet es sich in Entwicklung.
Es basiert auf dem erfolgreichen Spiel Tremulous, verwendet aber eine andere Engine (Deamon-Engine).

## Spielprinzip

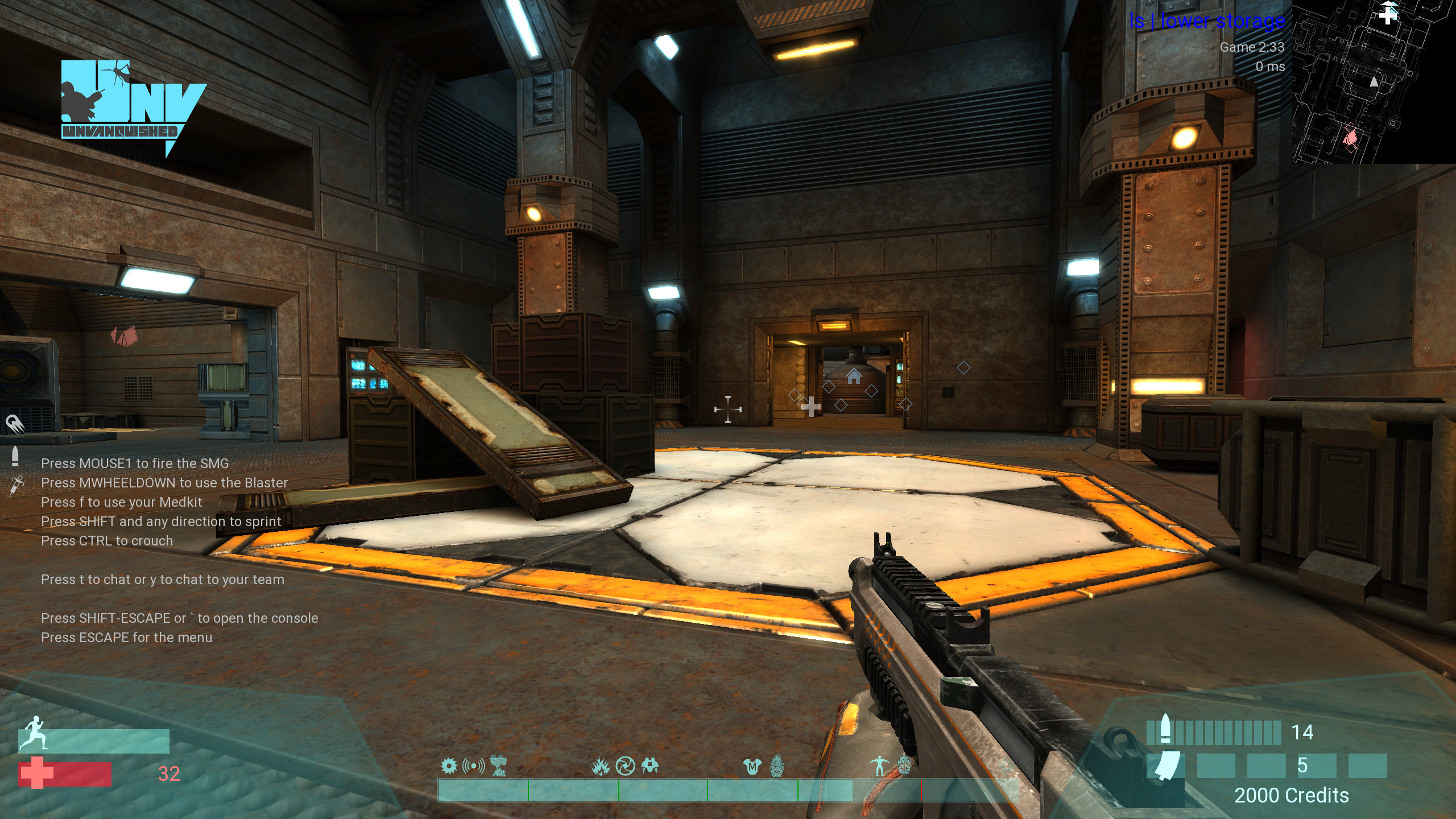
Screenshot aus dem Übungslevel

Bisher wurde die Spielmechanik gegenüber dem Vorbild Tremulous nicht abgeändert.
Das Ziel des Spiels besteht darin, das gegnerische Team auszulöschen und die gegnerische Basis zu zerstören, womit der Gegner die Möglichkeit zu respawnen verliert. Sind alle gegnerischen Spieler wie auch ihre Spawnpunkte vernichtet, ist das Spiel gewonnen.
Der Spieler kann zu Beginn jedes Spiels zwischen zwei Teams wählen: Aliens und Menschen. Beide Teams haben eigene je Bau- und Kampfklassen, wobei die Kampfklassen für Angriff und Verteidigung und die Bauklassen für den Bau und Unterhalt der Basis zuständig ist.
Für jeden Frag erhält der Spieler als Mensch Credits, um sich, abhängig vom erreichten Stadium, an der Armory (Waffenkammer) mit besserer Ausrüstung zu versorgen. Als Alien erhält der Spieler Evolutionspunkte (Evolution Points, Evos) und kann sich mit diesen zu einer höheren und damit gefährlicheren Klasse entwickeln. Einige davon sind beispielsweise in der Lage, an Wänden und Decken zu laufen, zu schießen oder weit zu springen.

## Rezeption
GameStar resümierte das Spiel nutze dieselbe Prämisse wie Natural Selection 2. Es sei dabei völlig kostenfrei und verzichte auch auf Mikrotransaktionen.